# Euloxia
Euloxia là một chi bướm đêm thuộc họ Geometridae.

## Các loài
- Euloxia argocnemis (Meyrick, 1888)
- Euloxia beryllina (Meyrick, 1888)
- Euloxia fugitivaria (Guenée, 1857)
- Euloxia hypsithrona (Meyrick, 1888)
- Euloxia isadelpha Turner, 1910
- Euloxia leucochorda (Meyrick, 1888)
- Euloxia meandraria (Guenée, 1857)
- Euloxia meracula Turner, 1942
- Euloxia ochthaula (Meyrick, 1888)
- Euloxia pyropa (Meyrick, 1888)